# Branchiospine

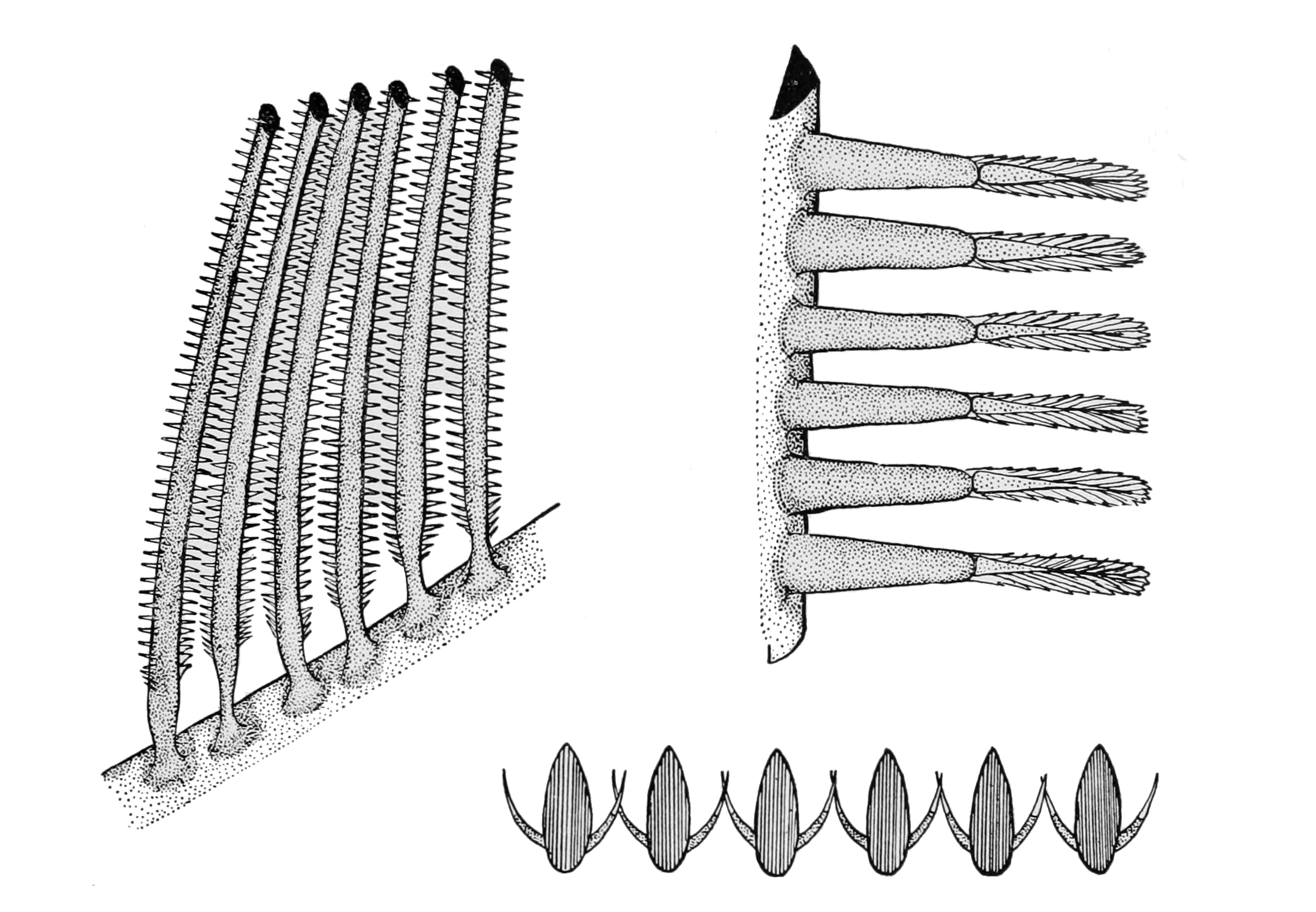
En haut à gauche: Branchiospines attachées à l'arc branchial, montrant l'avancée des rangées de crochets (x50)
En haut à droite: Crochets attachés aux branchiospines, (x180)
En bas: Branchiospines en section transversale, montrant des angles dont des crochets se projettent à partir de leur point de fixation (écoulement de l'eau vers le bas)

Les branchiospines sont chez les poissons osseux ou cartilagineux des processus qui partent de l'arc branchial et sont impliqués dans l'alimentation de minuscules proies en suspension pour les poissons qui filtrent l'eau de mer. Ils ne sont pas à confondre avec les filaments branchiaux qui composent la partie charnue de la branchie, utilisés pour l'échange de gaz. Les branchiospines sont habituellement présents sur deux rangées, partant à la fois de la partie antérieure et postérieure de chaque côté de chaque arc branchial. Les branchiospines sont très variés quant au nombre, à l'espacement et la forme. En empêchant les particules de nourriture de quitter les espaces entre les branchies, ils permettent la rétention des particules d'aliments chez les animaux filtreurs.
La structure et l'espacement des branchiospines chez les poissons déterminent la taille des particules de nourriture coincés, et est en corrélation avec le comportement alimentaire. Des poissons avec des branchiospines rapprochées, allongées, en forme de peigne sont efficaces pour filtrer de minuscules proies, tandis que les carnivores et les omnivores ont souvent des branchiospines plus espacées avec projections secondaires. Comme les caractéristiques des branchiospines varient souvent entre des taxons mêmes très proches, ils sont couramment utilisés dans l'identification et la classification des espèces de poissons. On pense qu'une grande partie de la variation dans la morphologie des branchiospines s'explique par une adaptation pour optimiser des régimes alimentaires sensiblement différents.

Pour éviter de l'endommager potentiellement par le passage d'un matériau solide à travers les fentes branchiales et sur les filaments branchiaux, les premières branchiospines dans l'évolution détournaient les grosses particules de l'eau vers l'œsophage. Comme une fraction appréciable de ce matériel contient des éléments nutritifs, les branchiospines ont par la suite évolué comme des éléments pour piéger la nourriture chez les animaux filtreurs. Les branchiospines, quand elles sont longues et disposées ensemble, jouent le même rôle dans l'alimentation des poissons qui se nourrissent de particules en suspension comme le rouget, le hareng, le Requin grande-gueule, le requin pèlerin et le requin baleine, comme les fanons chez les baleines.

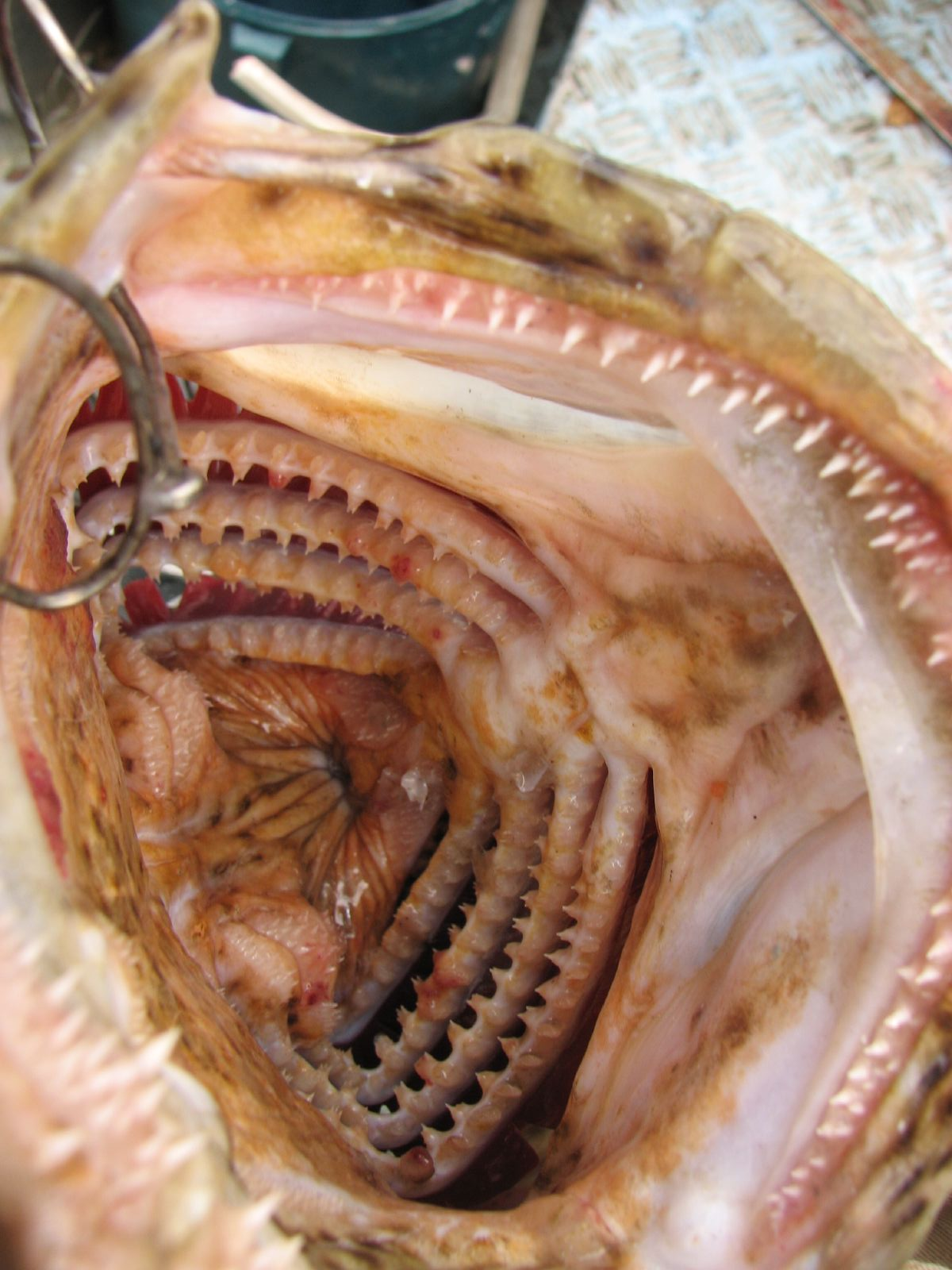
Branchiospines